# Велика Гомільша
Вели́ка Гомі́льша — село в Україні, у Зміївській міській громаді Чугуївського району Харківської області. Населення становить 466 осіб. До 2020 орган місцевого самоврядування — Великогомільшанська сільська рада.

## Географія
Село Велика Гомільша знаходиться на левів березі річки Гомільша, яка через 8 км впадає в річку Сіверський Донець (права притока), на річці та її притоках кілька загат, село оточене великим лісовим масивом (дуб).

## Археологія

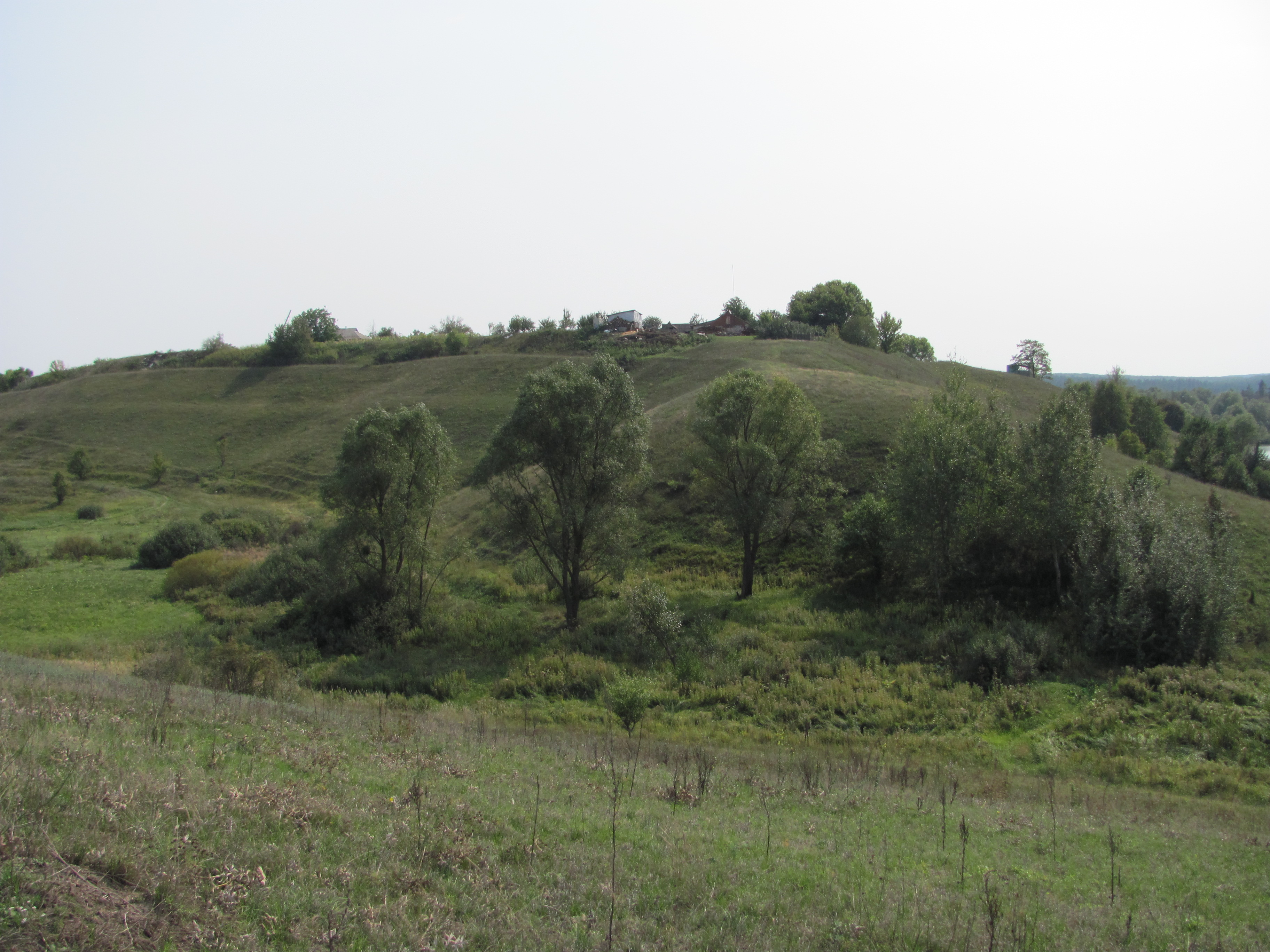
Городище «Велика Гомільша»

- Поселення зрубної культури в урочищі Добрик. 2000—1000 років до Р. Х. за 2,5 км на північний захід від села площею 120х50; досліджене Андрієнко В. П. у 1968 році;
- городище скіфоподібної культури скіфів-землеробів 500—200 років до Р. Х. площею 7 га досліджувалося у кінці 19 сторіччя Семеном Семенов-Зусером;
- поселення скіфів-землеробів. 600—200 років до Р. Х. за 800 м на схід від села площею 150×70 м; досліджено Андрієнко В. П. у 1968 році;
- поселення скіфське «Засеменове» 500—200 років до Р. Х. на північно-східній околиці села площею 300×500 м; досліджувалося Андрієнко В. П. у 1968 році;
- 700 могил висотою 0,3-6,0 м й 1 майдан III тис. до Р. Х. — I тис. по Р. Х., за 1 км від східної околиці села; досліджувалися Олександром Федорівським у 1920-х роках.

## Історія
Село засноване в 1722 році.
За даними на 1864 рік у казеному селі Гомільша Таранівської волості Зміївського повіту, мешкало 689 осіб (340 чоловічої статі та 349 — жіночої), налічувалось 60 дворових господарств, існувала православна церква.
Станом на 1914 рік кількість мешканців села зросла до 1385 осіб.
Село постраждало внаслідок геноциду українського народу, проведеного урядом СССР в 1932—1933 роках, кількість встановлених жертв у Великій Гомільші, Западні, Клименівці, Козачці — 383 людей (за іншими підрахунками — щонайменше 456 жертв).
У квітні 1942 року угорські війська пограбували село, розстріляли і повісили 22 місцевих мешканців.
12 червня 2020 року, відповідно до Розпорядження Кабінету Міністрів України  № 725-р «Про визначення адміністративних центрів та затвердження територій територіальних громад Харківської області», увійшло до складу Зміївської міської громади.
19 липня 2020 року, в результаті адміністративно-територіальної реформи та ліквідації Зміївського району, село увійшло до складу Чугуївського району Харківської області.

## Населення

### Мова
Розподіл населення за рідною мовою за даними перепису 2001 року:
| Мова            | Кількість | Відсоток |
| --------------- | --------- | -------- |
| українська      | 397       | 85.19%   |
| російська       | 57        | 12.23%   |
| інші/не вказали | 12        | 2.58%    |
| Усього          | 466       | 100%     |

## Економіка
- База відпочинку Полісся (будується).
- Дитячий оздоровчий табір «Лелека».

## Пам'ятки
- Національний природний парк Гомільшанські ліси.
- Гомільшанська лісова дача — ландшафтний заказник місцевого значення.